# Programma notazionale
Un programma notazionale è un software che permette di scrivere spartiti musicali, disponibile per i principali sistemi operativi. 
In modo analogo ad un programma di videoscrittura permette la composizione di una partitura, l'ascolto del brano e la possibilità di stamparlo o esportarlo in vari formati. Con la sempre maggiore diffusione dei computer i programmi notazionali si sono evoluti da semplici editor a strumenti, anche professionali, per la composizione e la stampa tipografica di partiture.
Alcuni di essi, per agevolare l'utilizzatore, si basano su sistemi WYSIWYG.

## Programmi notazionali
- Anvil Studio
- Dorico
- Encore
- Finale
- Frescobaldi (Software libero)
- GNU LilyPond (Software libero)
- Gregorio (Software libero) (per notazione quadrata)
- Guitar Pro
- MagicScore
- MuseScore (Software libero)
- Music Shop della Brøderbund, 1985
- NoteWorthy
- Notion
- Power Tab Editor
- PriMus
- Rosegarden
- Rhapsody
- Sibelius
- TablEdit